# Los Reyes, Tlalpujahua
Los Reyes är en ort i Mexiko.   Den ligger i kommunen Tlalpujahua och delstaten Michoacán de Ocampo, i den sydöstra delen av landet, 120 km väster om huvudstaden Mexico City. Los Reyes ligger 2 486 meter över havet och antalet invånare är 520.
Terrängen runt Los Reyes är huvudsakligen kuperad, men åt nordost är den platt. Runt Los Reyes är det ganska tätbefolkat, med 192 invånare per kvadratkilometer. Närmaste större samhälle är El Oro de Hidalgo, 14,2 km öster om Los Reyes. I omgivningarna runt Los Reyes växer huvudsakligen savannskog.